# Рклицький Михайло Васильович
Миха́йло Васи́льович Ркли́цький (* 10 вересня 1862 — † 21 травня 1929) — історик-статистик, з старого священичого роду Новгород-Сіверщини. Брат Сергія Рклицького.

## Біографія
Народився 10 вересня 1862 року в родині священика. Вчився у Харківському університеті, де був членом групи революціонерів народників, за що 1888 року був засланий до Сибіру. З 1898 року працював у Статистичному бюро (з 1902 року — його керівник) Полтавської губернської земської управи.
Помер 21 травня 1929 року. Похований в Києві на Лук'янівському цвинтарі (ділянка №15).

## Праці
Автор низки праць з історичної економіки й статистики Лівобережної України. Головні з них:
- «Мобилизация земельной собственности в Полтавской губернии» (1904)
- «Задолженность землевладения в Полтавской губернии» (1904)
- «Землевладение в Полтавской губернии» (1908)
- «Казаки Золотоношского уезда по данным Румянцевской описи» (1909)
- «Казаки Полтавского и части Зеньковского уездов по данньш Румянцевской описи» (1911)
- «Город Новгород-Северский. Его прошлое и настоящее» та ін.

Співавтор «Киевской Старины» і багатьох російських журналів, де друкував свої статті та оповідання. Автор спогадів про П. Грабовського (Граба) та його добу (Збріка «Література», ВУАН, І, 1928).